# マレー (スコットランド)

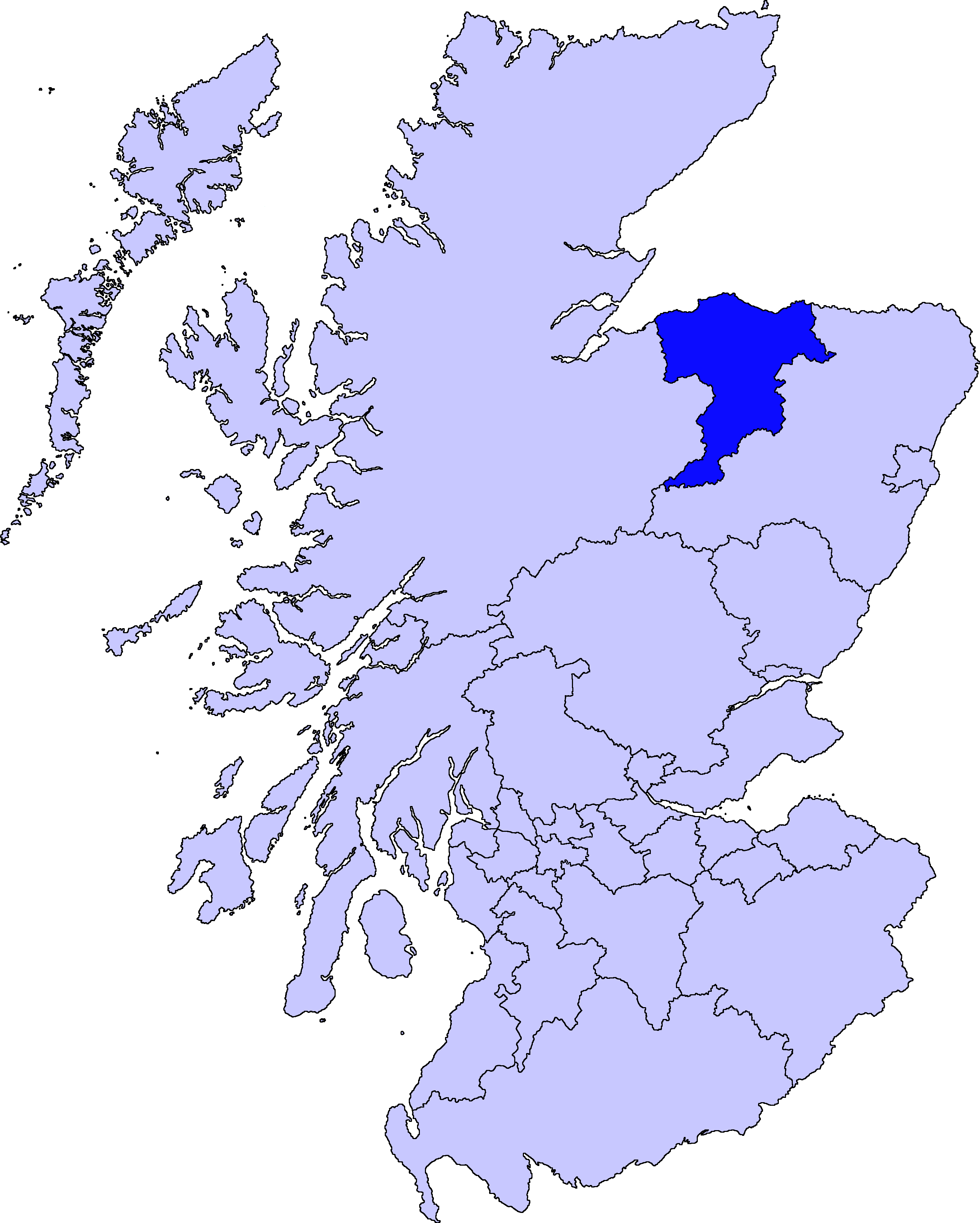
マレー

マレー（英語：Moray, スコットランド・ゲール語：Moireibh / Moireabh）は、イギリス、スコットランドの行政区画の一つ。
綴りとは異なり、発音はマリ（/mʌri/）である。日本ではマレー、マリー、モレーとする場合もある。
スコットランド北東岸、マレー湾に向かっている。アバディーンシャー、ハイランドと接する。総面積2,238平方キロメートル。人口94,280人（2022年推計）。行政中心地はエルギン。